# 2-idrossi-1,4-benzochinone reduttasi
La 2-idrossi-1,4-benzochinone reduttasi è un enzima appartenente alla classe delle ossidoreduttasi, che catalizza la seguente reazione:
2-idrossi-1,4-benzochinone + NADH + H+ ⇄ 1,2,4-triidrossibenzene + NAD+
L'enzima è una flavoproteina (contenente FMN) che differisce nella specificità di substrato dalle altre chinone reduttasi. L'enzima di Burkholderia cepacia è inducibile attraverso 2,4,5-triclorofenossiacetato.